# Буда (Дубровенский район)
Буда (бел. Бу́да) — агрогородок в Дубровенском районе Витебской области Республики Беларусь. В составе Пироговского сельсовета.

## География
Пролегает трасса М-1/E-30.
Ближайшие населённые пункты Жабыки, Шалашино и др.

## История
В 1910 году в Ново-Тухинской волости Оршанского уезда Могилёвской губернии.
В 1924—1960 годах центр Будского сельсовета. До 1963 года деревня находилась в административном подчинении Осинторфского поссовета, да 17 июля 1964 года — в составе Озерецкого сельсовета.
В 2008 году деревня Буда преобразована в агрогородок.

## Население

### Численность
- 2019 год — 312 жителей

### Динамика
- 1999 год — 359 жителей (перепись населения)
- 2009 год — 335 жителей (перепись населения)[4]
- 2019 год — 312 жителей (перепись населения)

## Достопримечательность
- Братская могила (1941—1944) —  Историко-культурная ценность Республики Беларусь, шифр 213Д000461. Расположена около дороги М-1/E-30 «Брест (Козловичи) – Минск – граница Российской Федерации (Редьки)», в юго-восточной части агрогородка Буда. В 1960 году установлен памятник.
- Монумент Осинторфским подпольщикам, вблизи аг. Буда, в месте, где открывается вид на Осинторф (1966)[8]. Скульптор — Г. Муромцев, архитекторы В. Занкович и Л. Левин. Расположен около автомагистрали Москва – Брест (М-1/E-30), 590-й км.
- Бюст Героя Советского Союза Юрия Смирнова.